# Cernusco Lombardone
Cernusco Lombardone – miejscowość i gmina we Włoszech, w regionie Lombardia, w prowincji Lecco.
Według danych na rok 2004 gminę zamieszkiwało 3540 osób, 1180 os./km².